# Ahmednagarsultanatet
Ahmednagarsultanatet (urdu: سلطنت احمدنگر) var ett sultanat i Deccan i centrala Indien i slutet av medeltiden (1500-  till 1600-talet). Även om den stora majoriteten av befolkningen var hinduisk styrdes imperiet av muslimska sultaner. I norr begränsades det av Gujarat-sultanatet och i söder av Bijapursultanatet. Sultanatet skapades som en splittring från det bahmaniska riket 1490. År 1636 erövrades det av mogulerna och lades till deras imperium.

## Historia
År 1490, med interna störningar i det bahmaniska riket, förklarade guvernören för Junnar, Malik Ahmad, sitt oberoende. År 1494 flyttade den nybakade sultanen sitt residens till Ahmednagar, där han lät bygga en stad. Efter flera försök erövrade han Daulatabad 1499. 
Malik Ahmad grundade Nizam Shahi-dynastin. Malik Ahmads efterträdare förde nästan kontinuerligt krig med Bijapursultanatet för hegemoni i Deccan. Dessutom var de ofta associerade med Golkondasultanatet och från 1543 till 1553 även med Vijayanagara-riket som styrdes av hinduiska Rajas. 1558 och 1561 led man nederlag mot Bijapur. År 1565 ingick emellertid de två ärkefienderna tillsammans med sultanaterna Golkonda och Bidarsultanatet en pakt mot Vijayanagara, som förödande besegrades i slaget vid Talikota. Detta gjorde äntligen ett slut på Vijayanagaras politiska inflytande i Deccan.

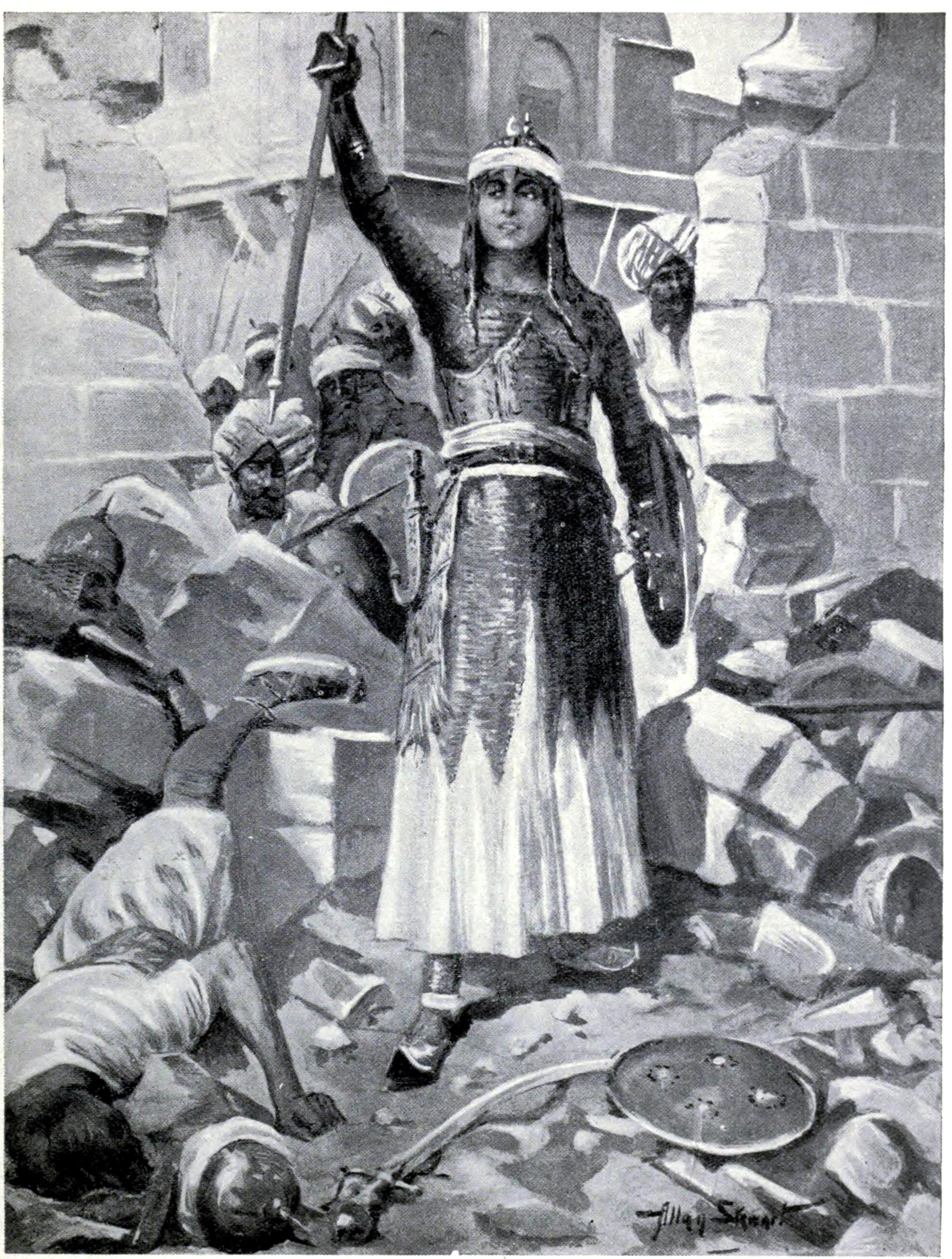
Prinsessan Chand Bibi försvarar Ahmednagar 1595

År 1572, under regeringstiden för Murtaza Nizam Shah I (1565-1588), invaderade Ahmednagar det mycket mindre sultanatet Berar. År 1574 var erövringen av Berar fullständig.
I slutet av 1500-talet hade en ny formidabel makt uppstått i norr i form av Mogulriket. Mogull-kejsaren Akbar I försökte utvidga sin makt över Deccan och kom i konflikt med sultanerna i Ahmednagar. År 1595 belägrades huvudstaden Ahmednagar utan framgång. Den dåvarande sultanen Bahadur Nizam Shah var bara ett barn. Regenten Chand Bibi ledde sultanatets trupper mot mogulerna. Ahmednagar gick sedan med på att avstå Berar till mogulerna. Detta var dock till ingen nytta. Efter Chand Bibis död 1600 togs huvudstaden Ahmednagar av mogulerna och sultanen fängslades.
Detta innebar inte slutet på sultanatet. General Malik Ambar fortsatte att motsätta sig mogulerna från en ny huvudstad i Paranda. Han utsåg Murtaza Shah II till den nya sultanen och sig själv som vicekung. Mellan 1609 och 1612 uppnådde han militära framgångar som säkrade sultanatets överlevnad på kort sikt. Genom att göra det lyckades han hitta allierade i sultanaterna Bijapur och Golconda. En gemensam armé invaderade mogul-provinserna Berar och Khandesh mellan 1616 och 1621. Men efter det att alliansen upphörde försvann mycket av det territorium som erhölls från mogulernas igen. År 1626 dog Malik Ambar och hans efterträdare kunde inte fortsätta motståndet mot mogulerna. År 1633 tillförde en mogularmé under den dåvarande prinsen Aurangzeb det avgörande nederlaget och sultanatet införlivades i mogulriket.